# 城巴新巴專營權合併
城巴新巴專營權合併（英語：Merger of Citybus and NWFB Franchises），簡稱新巴城巴合併或新城合併，是指匯達交通服務旗下的新世界第一巴士與城巴專營權的正式合併，合併後的新專營權名為「城巴市區及新界巴士網絡專營權」。

## 大事記
- 1977年8月5日，城巴成立。
- 1998年3月10日，新世界第一巴士成立，並於3月31日取得中華汽車88條巴士線的專營權。
- 1998年9月1日，中華汽車專營權結束，由新世界第一巴士與城巴一同繼承中巴的專營權。
- 2003年6月9日，新創建集團同時持有新巴及城巴股份，結束港島區新巴及城巴之間競爭關係。
- 2020年8月21日，新創建集團以32億元港幣將城巴、新巴業務出售予匯達交通服務。
- 2022年7月12日，匯達交通獲行政長官會同行政會議批准後，宣佈城巴新巴專營權合併至全新的城巴（市區及新界專營權）[4][5]。
- 2023年5月1日，城巴「機場及北大嶼山巴士網絡的城巴（專營權二）」續期10年。[3]
- 2023年7月1日，城巴與新巴的專營權正式合併[3][6][7][8][9][10][11]。